# Дайв-бар

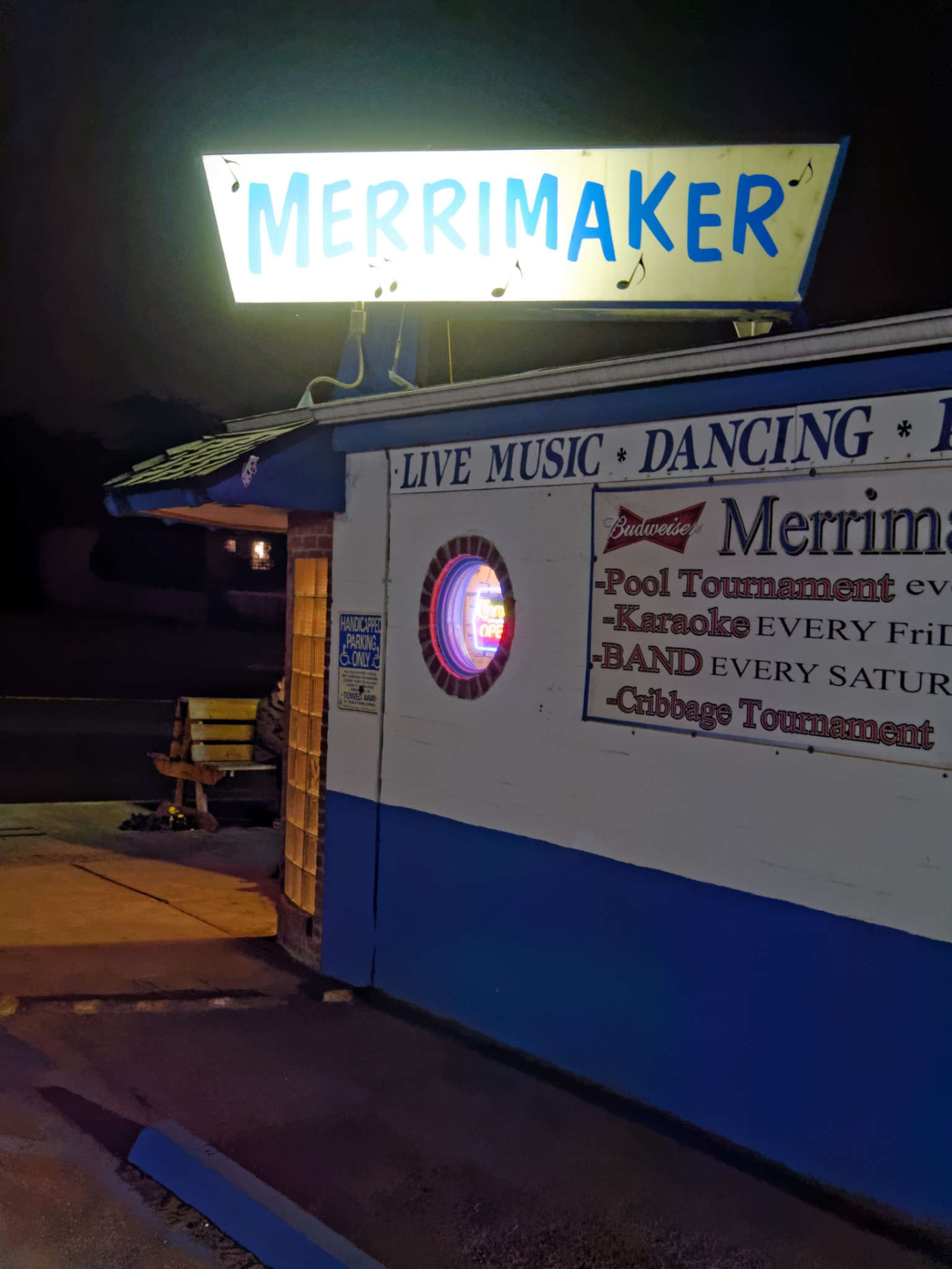
The Merrimaker — дайв-бар, расположенный в городе Лос-Осос, штат Калифорния, США

Дайв-бар (англ. dive bar) — небольшое, непритязательное питейное заведение, часто с эклектичным оформлением в старомодном стиле. Для дайв-баров характерны низкие цены на напитки, приглушённое освещение, потрёпанный или устаревший декор, неоновые вывески с рекламой пива, продажа пива в упаковке, обслуживание только за наличные и постоянные посетители из числа местных жителей. Единого мнения о точном определении дайв-бара не существует, и этот вопрос часто вызывает оживлённые дискуссии. Термин «дайв» (с англ. — «нырять», «погружаться») впервые появился в американской прессе в 1880-х годах для описания сомнительных заведений, часто располагавшихся в подвалах, в которые надо было «нырять»:1. В некоторых странах Западной и Северной Европы дайв-бары известны под названиями «коричневый бар» или «коричневый паб», например, «bruine kroegen» в нидерландском языке и «brun bar» или «brun pub» в норвежском.

## Описание
Ранее считавшийся уничижительным, термин «дайв-бар» позже стал знаком отличия для посетителей, ищущих «аутентичность» в подобных заведениях. Завсегдатаи могут описывать бар как «очень дайвовый» или «недайвовый» и составлять шкалы оценки «дайвовости». Одним из таких поклонников является Стив Венсен, основатель калифорнийской группы DBC (Dive Bar Conoisseurs — «Знатоки дайв-баров»), который говорит: «Каждый дайв-бар уникален, как снежинка: разнообразен и неповторим… вы всегда соприкасаетесь с местной субкультурой, и каждый раз это приключение»:13. Писатель Тодд Дейтон писал следующее: «Дайв-бары похожи на порнографию: их трудно определить, но вы узнаёте их, когда видите». Что касается отличия дайв-бара от обычного бара, Дейтон пишет:
Для меня идеальный дайв-бар — это заведение, которым управляет крепкий парень по имени Фрэнк, где в воздухе всё ещё витает аромат вчерашнего пива, а поиски чистых туалетов (или, если уж на то пошло, туалетной бумаги) останутся вечно безответными. Бутылка «Бада» стоит два доллара, стопка «Джека» — три, а «Пабст Блю Риббон» подают в банках. На вывеске снаружи написано «Стейки, обеды, коктейли», но еда здесь не подавалась с тех пор, как президентом был Франклин Рузвельт. Преобладающие элементы декора — красный наугахайд, формика древесного цвета и шлакоблоки.

Оригинальный текст (англ.)For me, the ideal dive bar is run by a beefy guy named Frank, where the aroma of yesterday's beer still hangs in the air, and your quest for clean bathrooms (or toilet paper, for that matter) will go eternally unanswered. A bottle of Bud costs two bucks, a shot of Jack, $3, and Pabst Blue Ribbon is served in a can. The sign outside says Steaks, Dinners, Cocktails— but there hasn't been any food served since FDR was president. The prevailing decorative elements are red Naugahyde, wood-toned Formica, and cinder blocks.
Дайв-бары прилагают минимум усилий, необходимых для обеспечения гостей напитками; то есть они обычно не дают рекламу, не предоставляют парковку и не имеют причудливых вывесок. Дайв-бары не славятся своей едой:3. Зачастую они не предлагают ничего, кроме крендельков и закусок. Например, в 2018 году посетитель известного дайв-бара в Нэшвилле сообщил, что видел написанное от руки меню, приклеенное к холодильнику, в котором были перечислены только свиные шкварки, попкорн, арахис и разогретые в микроволновке корн-доги (1 доллар США). Туалеты в дайв-барах известны своей убогостью и могут иметь кабинку с занавеской для душа. Настоящие дайв-бары обычно принимают только наличные. За стойкой часто работает владелец или кто-то из членов его семьи. В дайв-барах обычно можно встретить клиентов из всех слоев общества, включая некоторых местных жителей, которые пьют там уже несколько десятилетий.
В период пандемии COVID-19 в начале 2020-х годов в американских городах были закрыты бары и предприятия общественного питания, и многие владельцы дайв-баров воспользовались этим временем для проведения ремонта и уборки. Рик Доббс, автор книги Local Spirit: Neighborhood Bars of Orleans Parish, вышедшей в 2019 году, писал: «Дайв-бар вполне можно привести в порядок, но он всё равно останется дайв-баром… главное — это характер и атмосфера места»:1.